# Лідія Мосс Бредлі
Лідія Мосс, у шлюбі Мосс Бредлі (англ. Lydia Moss Bradley; 31 липня 1816 — 16 січня 1908) — американська банкірка, філантропка та феміністка, відома широкою благодійною діяльністю. У 1897 році заснувала Політехнічний інститут ім. Бредлі в Пеорії, штат Іллінойс.

## Рані роки
Народилася 31 липня 1816 року в місті Вівей, штат Індіана, на березі річки Огайо. Вона була донькою жителя округу Лаудун, штат Вірджинія, Зілі Мосса, й онукою капелана часів війни за незалежність Натаніеля Мосса. Її матір'ю була уродженка округу Фокір, штат Вірджинія, Джанетт (Гласскок) Мосс.
Згідно з її біографічним нарисом до Національної зали слави жінок, Лідія Мосс «виросла на кордоні» і «здобула освіту в зрубі». Насправді вона жила у Веві зі своєю родиною, поки не одружилася з Тобіасом С. Бредлі 11 травня 1837 року. У 31 рік з чоловіком переїхала до Пеорії, штат Іллінойс. Протягом наступних 30 років вони процвітали у сфері нерухомості та банківської справи. Попри смерть чоловіка у 1867 році та попередні смерті всіх шістьох своїх дітей, Лідія Мосс Бредлі не покинула справу та займалася філантропією, зокрема, в галузі охорони здоров'я й освіти. Під її контролем вартість маєтку Бредлі зросла в чотири рази.

## Робота
У 1875 році Бредлі приєдналася до ради директорів Першого національного банку Пеорії (тепер частина Комерційного банку), ставши першою жінкою у правлінні національного банку у США. Бредлі також була однією з перших американок, яка склала шлюбний договір для захисту своїх активів, який подала, коли у грудні 1869 року одружилася з Едвардом Кларкрм, бізнесменом з Мемфіса. Подружжя розлучилося у 1873 році.
Бредлі надала землю Товариству Св. Франциска для будівництва лікарні, яка тепер відома як Медичний центр Св. Франциска OSF. У 1884 році вона побудувала дім Бредлі для літніх жінок, які були бездітними або овдовілими, щоб піклуватися про них. Фінансувала будівництво універсалістської церкви у Пеорії. У 1903 році Бредлі виграла справу у Верховному суді США щодо земельної суперечки.
Лідія Бредлі допомогла заснувати першу паркову систему в Іллінойсі. Спочатку пожертвувала понад 30 акрів землі місту Пеорія у 1881 році з інструкціями створити парк у пам'ять про її дочку, Лору Бредлі, яка прожила найдовше. Земля залишалася невикористаною протягом 10 років, тому Бредлі запропонувала додаткові 100 акрів, якщо місто сформує парковий район. У 1894 році Бредлі співпрацювала з містом, щоб передати землю правлінню парку. У рамках земельної угоди Бредлі наголосила, що правління «не буде ліцензувати або дозволяти продаж чи розповсюдження алкогольних напоїв або дозволяти ігри на гроші, ставки чи азартні ігри, галасливу поведінку або аморальну, чи непристойну мову або поведінку у межах зазначеного парку».
Своїм найприємнішим проєктом вважала Університет ім. Бредлі, який заснувала у 1896 році на честь свого чоловіка Тобіаса та шістьох дітей, які померли в ранньому віці. Бредлі мала на меті створити навчальний заклад, який давав би практичну та корисну освіту. Політехнічний інститут Бредлі відкрив свої двері у жовтні 1897 року. Спочатку його організували як чотирирічну академію, у 1920 році школа стала чотирирічним коледжем, у 1946 році — університетом, який видавав дипломи про вищу освіту.
Сучасний університет має статус повністю акредитованого незалежного навчального закладу, який надає бакалаврську та післядипломну освіту в галузі техніки, бізнесу, комунікації, педагогічної освіти, сестринської справи, фізичної терапії, вишуканого мистецтва, а також вільних мистецтв і наук.

## Смерть і поховання
За словами біографа Аллена А. Аптона, у грудні 1907 року Лідія Мосс Бредлі «була прикута до свого дому через хворобу». Спочатку їй діагностували «внутрішнє запалення», під наглядом лікаря її стан ненадовго покращився, але потім її здоров'я знову погіршилося після переглянутого діагнозу «грип» на початку січня 1908 року. Попри сильний біль 91-річна філантропка, як повідомляють, залишалася пильною та займалася справами маєтку. Вона померла від ускладнень стану о 7:15 ранку 16 січня 1908 року. Похованп поруч із чоловіком на цвинтарі Спрінгдейл «на сімейній ділянці, де зберігалися останки її батька, матері, Лаури, п'ятьох інших дітей і дітей Вільяма Мосса».

## Вшанування
У 1997 році Університет ім. Бредлі встановив на честь Лідії Мосс Бредлі статую на колі засновників. Відтоді ця статуя регулярно з'являлася на брошурах про прийняття на роботу в університет. У червні 2018 року статуя постраждала під час ДТП. 16 серпня 2018 року відбулося свято на честь її відновлення.
У 1998 році Лідія Мосс Бредлі зарахована до Національної зали слави жінок.

## Додаткова література
- Dagit, Christal. «Lydia Moss Bradley.» Illinois Heritage (Mar/Apr2015) 18#2 pp 29–31.
- Henderson, Lyndee. More than Petticoats: Remarkable Illinois Women (2006) pp 34–43.
- Upton, Allen A. (1988). Forgotten Angel — The Story of Lydia Moss Bradley.